# Rho1 Eridani
Rho1 Eridani (ρ1 Eridani, förkortat Rho1 Eri, ρ1 Eri) som är stjärnans Bayerbeteckning, är en ensam stjärna belägen i den nordvästra delen av stjärnbilden Eridanus. Den har en skenbar magnitud på 5,75, är svagt synlig för blotta ögat där ljusföroreningar ej förekommer och bildar en asterism med stjärnorna Rho2 och Rho3 Eridani, söder om Cetus. Baserat på parallaxmätning inom Hipparcosuppdraget på ca 10,1 mas, beräknas den befinna sig på ett avstånd på ca 320 ljusår (ca 99 parsek) från solen. Utgående från förändringar av dess egenrörelse, finns det sannolikhet för att den är en astrometrisk dubbelstjärna.

## Egenskaper
Rho1 Eridani är en orange till röd jättestjärna av spektralklass K0 III och är en röd klumpjätte på den horisontella delen av Hertzsprung-Russell-diagrammet, vilket indikerar att den nu genererar energi genom fusion av helium i dess kärna. Den har en massa som är omkring dubbelt så stor som solens massa, en radie som är ca 10 gånger större än solens och utsänder från dess fotosfär ca 47 gånger mera energi än solen vid en effektiv temperatur på ca 4 710 K.